# العلاقات الأردنية الأمريكية
على مدى أربعة عقود كانت العلاقات بين الولايات المتحدة والأردن وثيقة. سياسة الولايات المتحدة تسعى لتعزيز التزام الأردن بالسلام، الاستقرار، والاعتدال. تقوم الولايات المتحدة سنويا بتخصيص ما مقداره 360 مليون دولار من ميزانيتها للأردن، إزدادت مائة مليون إضافيا بعد أحداث الربيع العربي عام 2011. توصلت الولايات المتحدة والأردن إلى اتفاق جعل الأردن حليف رئيسي خارج الناتو. وقد تم مؤخرا توقيع اتفاقا للتجارة الحرة مع الولايات المتحدة.